# Mohammed Monir
Mohammed El-Monir Abdussalam (arabski: محمد المنير, ur. 8 kwietnia 1992 w Trypolisie) – piłkarz libijski grający na pozycji lewego pomocnika, zawodnik Los Angeles FC. W latach 2012–2019 reprezentant Libii.

## Kariera klubowa
Monir swoją karierę rozpoczął w klubie Al-Ittihad Trypolis. W 2010 roku zadebiutował w jego barwach w pierwszej lidze libijskiej. W 2011 roku odszedł do serbskiego klubu FK Jagodina, kwota odstępnego 100 tys. euro. 30 kwietnia 2015 podpisał kontrakt z białoruskim klubem Dynama Mińsk z Wyszejszaja liha. W 2017 występował w serbskiej drużynie FK Partizan z Super liga Srbije. Następnie w 2018 był zawodnikiem Orlando City SC w którym zagrał 26 spotkań.
11 grudnia 2018 klub Los Angeles FC z Major League Soccer poinformował o pozyskaniu Mohameda El-Munira w zamian za obrońcę João Moutinho.

## Kariera reprezentacyjna
W 2012 roku Monir został powołany do reprezentacji Libii na Puchar Narodów Afryki 2012. Następnie był w składzie libijskiej drużyny na kwalifikacje do Mistrzostw Świata FIFA 2014 przeciwko Togo i Kamerunowi. W reprezentacji Libii zadebiutował 14 października 2012 na stadionie Stade Mustapha Tchaker (Al-Bulajda, Algieria) w przegranym 0:2 meczu przeciwko Algierii.